# Det rullende Hotel
Det rullende Hotel er en tysk stumfilm fra 1918 af Harry Piel.

## Medvirkende
- Heinrich Schroth - Joe Deebs
- Käthe Haack
- Wilhelm Diegelmann
- Stefan Vacano